# Pardosa tesquorumoides
Pardosa tesquorumoides là một loài nhện trong họ Lycosidae.
Loài này thuộc chi Pardosa. Pardosa tesquorumoides được Da-xiang Song & Yu miêu tả năm 1990.